# Ognjeni plaz
Ognjeni plaz je vojni roman oziroma romansirana kronika partizanskega jurišnega bataljona 31. divizije NOV in POJ, katerega član je bil tudi avtor knjige Tone Svetina.

## Zgodba
Decembra 1944 je bil ustanovljen jurišni bataljon 31. divizije, sestavljen iz prostovoljcev, članov partije in skojevcev, kot enota za posebne naloge. Bili so dobro opremljeni in izurjeni mladi fantje, željni zmage in svobode. Vedno so udarili nepričakovano. Njihov udar so primerjali z ognjenim plazom, ki kakor žareča lava na svoji poti uniči vse živo. 
V bojih niso zmagovali zgolj z orožjem, temveč tudi s pretkanostjo, dobro taktiko in hladno glavo. Enako moč so pripisovali boju z orožjem kot širjenju komunistične ideje, zato so vsepovsod, kjer so se nastanili, organizirali mitinge (prirejali plese, recitirali in deklamirali pesmi vojakov in zaigrali kakšen skeč). Njihov moto je bil: »Vsi za enega, eden za vse!«. 
Podrobno poroča o bojih, notranjih in zunanjih, agonijah umiranja, pa tudi z veselimi dogodki, ki so partizanom vlivali moč: ples, poljub dekleta ali snidenje z domačimi. Prepletajo se življenjske zgodbe večine borcev jurišnega bataljona, katerih imena je avtor zapisal na zadnjih straneh knjige. Nekateri so padli, druge so premestili. Zgodba se zaključi z osvoboditvijo Trsta in velikim slavjem ob koncu druge svetovne vojne.

## Odmev
"Pisatelj pa je pomotoma priimek Krš spremenil v Krč. Da gre res za pomoto, se vidi iz seznama borcev jurišnega bataljona na koncu knjige, kjer ni nobenega Filipa Krča, ampak le Filip Krš, upokojenec iz Mlake pri Kočevju." (Jože Primc, Filip "švabska kapa", Dolenjski list 35/22 (1984). 13.dlib)